# Georg August Zenker
Pour les articles homonymes, voir Zenker.
Georg August Zenker né le 11 juin 1855 à Leipzig et mort le 6 février 1922 à Bipindi au Cameroun est un jardinier, explorateur, botaniste et zoologiste saxon.

## Biographie
G. A. Zenker est le chef de la station scientifique à Yaoundé entre 1889 et 1895’ .

## Éponymes
Les épithètes spécifiques de plusieurs espèces de plantes et d'animaux lui rendent hommage :
- Agrostis zenkeri (pt)
- Albuca zenkeri (sv)
- Allophylus zenkeri (sv)
- Anthene zenkeri (en)
- Aptandra zenkeri (sv)
- Begonia zenkeriana
- Bolusiella zenkeri
- Brachystegia zenkeri (en)
- Campylospermum zenkeri
- Cassipourea zenkeri
- Combretum zenkeri (sv)
- Commelina zenkeri
- Cyathea camerooniana (sv) var. zenkeri
- Dichostemma zenkeri
- Diogoa zenkeri (sv)
- Dovyalis zenkeri
- Epiplatys zenkeri (sv)
- Gilbertiodendron zenkeri
- Hamilcoa zenkeri
- Hypodaphnis zenkeri (sv)
- Impatiens zenkeri
- Indigofera zenkeri (sv)
- Isolona zenkeri (en)
- Limarus zenkeri (sv)
- Manilkara zenkeri
- Melignomon zenkeri
- Monodora zenkeri
- Nymphaea zenkeri (az)
- Penianthus zenkeri (sv)
- Peucedanum zenkeri (sv)
- Polypodium zenkeri (vi)
- Pterocarpus zenkeri
- Scorodophloeus zenkeri
- Scotonycteris zenkeri (it)
- Stereospermum zenkeri
- Smithornis sharpei zenkeri
- Synsepalum zenkeri
- Typhlops zenkeri
- Uvariastrum zenkeri
- Uvariopsis zenkeri